# Капрі-Леоне
Капрі-Леоне (італ. Capri Leone, сиц. Capri Liuni) — муніципалітет в Італії, у регіоні Сицилія,  метрополійне місто Мессіна.
Капрі-Леоне розташоване на відстані близько 470 км на південний схід від Рима, 120 км на схід від Палермо, 75 км на захід від Мессіни.
Населення — 4564 особи (2014).
Щорічний фестиваль відбувається останньої суботи липня. Покровитель — San Costantino.

## Демографія
Населення за роками:

Станом на 1 січня 2023 року в муніципалітеті офіційно проживало 116 іноземців з 25 країн, серед них 57 громадян країн Євросоюзу та 7 громадян України.

## Сусідні муніципалітети
- Капо-д'Орландо
- Фраццано
- Мірто
- Сан-Марко-д'Алунціо
- Торренова